# Kastelórizo
Kastelórizo o Castelórizo (en griego: Καστελλόριζο, romanizado: Kastellórizo), también llamada Megisti, es una pequeña isla griega del archipiélago del Dodecaneso de 9 km², en aguas del Mediterráneo oriental, situada a menos de 3 km de la costa sur de Turquía, a 110 km al este de la isla de Rodas y a 280 km al noroeste de Chipre. Dos islotes cercanos, Ro y Strongili, le están asociados. Con estos islotes el territorio del municipio abarca en total 11,987 km². Este pequeño aunque muy estratégico archipiélago y municipio griego está jurisdiccionalmente integrado, pese a la distancia, en la unidad periférica de Rodas.

## Nombre y etimología
El nombre actual oficial de la isla es Megisti o Meyisti (Μεγίστη) y en griego moderno significa "grande" o "magno" o "mayor", pero el área de la misma con sus islotes adyacentes es de tan solo 11.98 km², por lo que es la más pequeña del Dodecaneso. El nombre, sin embargo, se refiere al hecho de que es la más grande del archipiélago pequeño. Este nombre fue utilizado en la Antigüedad, pero ahora rara vez se utiliza, en griego, el nombre Kastelórizo (Καστελλόριζο), que era común al menos ya desde el siglo XII. Hay varias hipótesis sobre el origen de este nombre. "Kastello" deriva de la palabra italiana "castello", que significa "castillo". Hay una cierta discusión en la segunda parte del nombre. Los argumentos se centran en los siguientes orígenes posibles del elemento semántico rizo :
En efecto, puede ser que rizo  derive de la palabra italiana "rosso", que significa "rojo", ya sea por el color rojizo de las rocas de la isla, o por el color rojizo del castillo al atardecer, o por el color del escudo de armas o la capa de brazos del Gran Maestre de los Caballeros de Rodas, Juan Fernández de Heredia, quien se situó por encima de la puerta del castillo; estos argumentos son ampliamente desacreditados ya que las rocas de la isla no contienen ningún pigmento rojo y el nombre Kastellórizo es anterior a la llegada de los Caballeros de Rodas.
 Más bien parece ser que rizo  que es una corrupción de la palabra "Rhoge", una de las antiguas denominaciones de la cercana isla de Ro. Si esto es correcto, el nombre moderno de la isla es en realidad una amalgama de los nombres de islas separadas "Castello" y "Rhoge".

Por otra parte rizo es la palabra griega ῥίζων "rizon" mantenida a lo largo de los siglos, que significa "raíz", como investigado por el historiador griego IM Hatzifotis (1996), para significar las "raíces de los árboles" de la colina sobre la que se construyó el castillo.

En definitiva: esta isla ha pasado por varios nombres diferentes en su historia, incluyendo Kastelórizo (griego), Castelorizo (nombre griego con la ortografía italiana), Castelrosso  (italiano, que significa "castillo rojo"), Château Rouge (traducción francesa de nombre italiano) y el turco : Meis o Kızılhisar , el antiguo se deriva del nombre oficial de la isla en griego, el último significado "castillo rojo", una traducción del nombre italiano.

## Historia

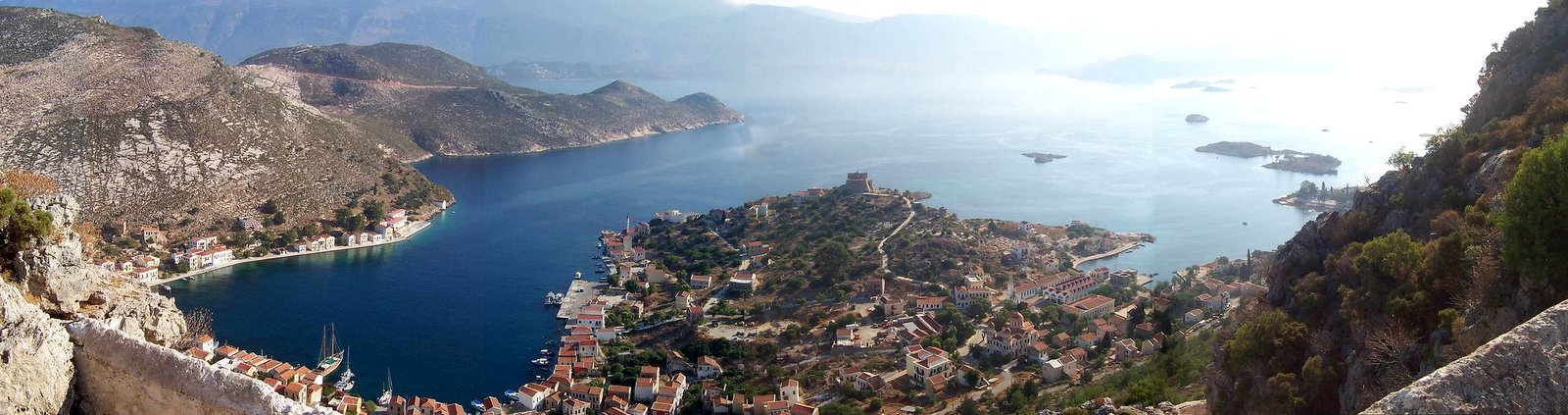
Vista panorámica del puerto de Megisti.

### Edad Antigua
Las excavaciones arqueológicas han revelado una ocupación humana de la isla desde el Neolítico. La civilización micénica construyó allí grandes muros de los que aún quedan vestigios.

Alrededor del siglo IV a. C. la isla dependía de Rodas y formaba parte de su perea.
De este periodo destacan los restos encontrados en 1913 en la meseta de Agios Georgios (San Jorge), 22 tumbas y un sarcófago en cuyo interior se encontró una corona de oro decorada con hojas de parra y que constituye una de las piezas más importantes del Museo Arqueológico Nacional de Atenas. Estas tumbas datan del siglo IV a. C. Otra tumba de la misma época ha sido encontrada en el islote vecino de Ros.

Hasta el año 146 a. C y la llegada de los romanos Kastelórizo formará parte de la Antigua Grecia.

### Edad Media
Bajo el dominio bizantino la isla toma el nombre de Kastelórizo. En 1306 la isla es conquistada por los caballeros de la orden de San Juan de Jerusalén e integrada en sus posesiones de Rodas y el Dodecaneso siendo utilizada como lugar de exilio y de detención.
Tras la toma de la isla en 1440 por la flota del sultán mameluco de Egipto, Kastelórizo será tomada en 1450 para la Corona de Aragón por el almirante Bernat I de Vilamarí. Y después, sucesivamente, por el Reino de Nápoles en 1470, por los otomanos en 1480 y de nuevo por el Reino de Nápoles integrado en la Corona de Aragón hasta 1512 reconquistada por sus vecinos.
La República de Venecia toma posesión de la isla de 1570 a 1571, que es rebautizada como Castellorosso por deformación del nombre original. Tras otro breve periodo veneciano cuando lo ocupan en 1659 el Imperio Otomano se hace definitivamente con ella un año después.

### Edad Contemporánea
A partir de 1828 la isla es administrada por Grecia durante la Guerra de independencia griega pero la isla es recuperada por el Imperio otomano en 1833.
Entre 1912 y 1913 es administrada por Italia que dio paso a un periodo de gobierno autónomo con dependencia de Grecia. Entre el 14 de diciembre de 1915 y el 21 de agosto de 1920 la isla es ocupada por Francia. Turquía en represalia bombardea regularmente la isla y destruye el HMS ''Ben-my-Chree'' en 1917. Del 21 de agosto de 1920 hasta mediados de 1944 la isla es ocupada por Italia que la integra a sus posesiones del Dodecaneso el 11 de julio de 1922 bajo el nombre de Castelrosso. Durante los años 1930 la isla fue una escala importante para los aviones de Alitalia y Air France. 
Desde mediados de 1944 al 22 de marzo de 1945 fue ocupada por el Reino Unido tras la capitulación italiana frente a los aliados. Durante esa ocupación la explosión de un almacén de gasolina provocó un incendio que arrasó la isla y destruyó la mitad de las viviendas. El 22 de marzo de 1945 Castelórizo se integra oficialmente a Grecia.
La población permanente de la isla, estimada en 15.000 habitantes en 1900 se ha reducido actualmente a 250 personas. La mayoría de sus habitantes emigraron a Australia, donde son conocidos con el sobrenombre de Kassies, a los Estados Unidos o a Francia, principalmente a la región de Marsella.
Actualmente Kastelórizo es cada vez más visitada por los turistas en busca de una isla aislada y de los decorados de la película italiana Mediterráneo de Gabriele Salvatores, que recibió un Óscar en 1991.

## Geografía

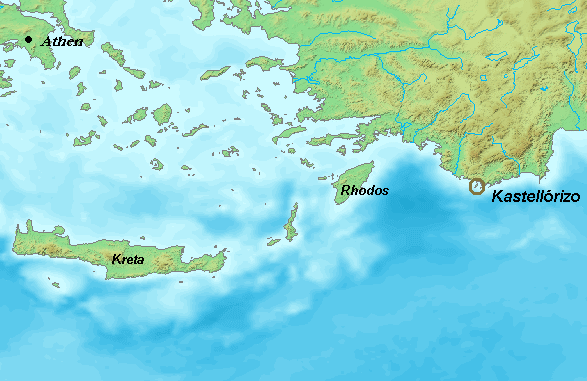
Localización de Kastellórizo

Kastelórizo es la mayor isla del archipiélago más oriental de Grecia y se encuentra en la cuenca del mar Mediterráneo. De forma triangular y montañosa mide 3 km de largo y 6 km de ancho y se encuentra a apenas 250 m de Turquía. El único pueblo, Megisti-Castelórizo, se encuentra al fondo de una bahía al noreste de la isla, frente a las costas turcas.
En las cercanías se encuentran la isla de Ro y la isla de Strongili.

### Clima
Kastellorizo tiene un clima mediterráneo de verano caliente (Csa en la clasificación climática de Koeppen). Tiene veranos secos y calurosos e inviernos suaves con lluvias moderadas. En el verano de 2018 se instaló en Kastellorizo una nueva estación meteorológica del Observatorio Nacional de Atenas, mientras que en la isla funciona una estación más antigua del Servicio Meteorológico Nacional Helénico.

### Geología
La geología de la isla es casi exclusivamente conformada por piedra caliza establecida en el límite del Mesozoico/Cenozoico. Como resultado de la falta de una flora significativa que cubra la isla, el paisaje muestra muchos rasgos de karstificación. Hay varias cuevas marinas notables, incluida la llamada Gruta Azul, que es mucho más grande que su homónima en Capri. Las exploraciones realizadas en 2006 por los miembros del Club de Espeleología del SELAS de Grecia han revelado cuevas verticales en muchas partes de la isla. La más profunda que se ha encontrado hasta el momento se estudió hasta una profundidad de 60 metros (200 pies) en marzo de 2006 y será objeto de nuevas exploraciones en el futuro por el mismo equipo.

## Transporte

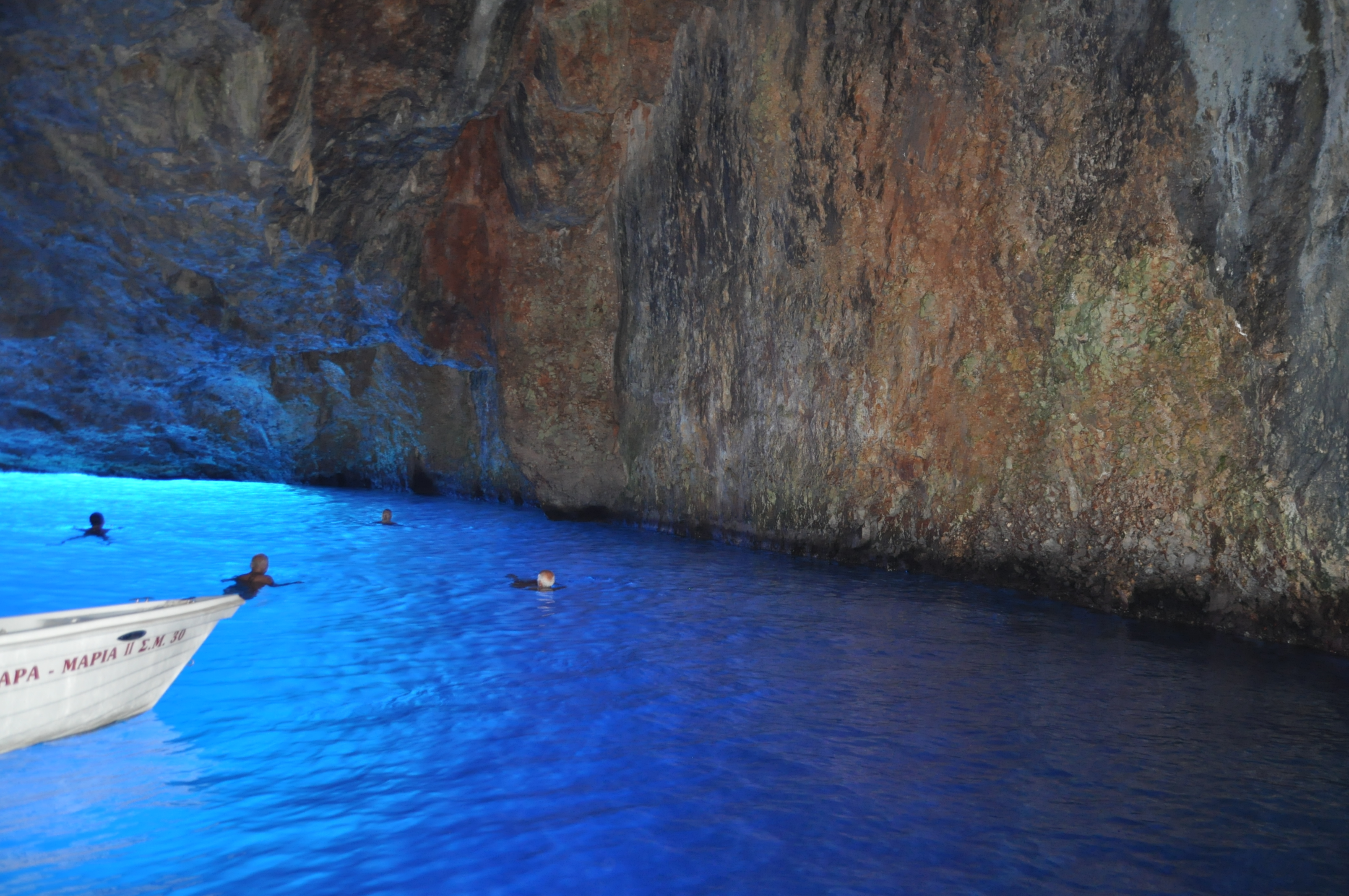
La cueva azul.

La isla está conectada con Rodas, El Pireo y Kaş por ferry. La frecuencia de los transbordadores de pasajeros es la siguiente:
- Kastellorizo - Rodas - Symi - Tilos - Nisyros - Kalymnos - Pireo: 2 viajes por semana (período de invierno)

- Kastellorizo - Kaş : 1 viaje por semana (período de invierno)

La conexión aérea es proporcionada por Olympic Air, que opera desde el aeropuerto de Kastellorizo 4 veces por semana (período de invierno). Hay un pequeño autobús en servicio en Kastellorizo y se utiliza para recoger a los turistas del aeropuerto.